# Montague (Wyspa Księcia Edwarda)
Montague – miasto (ang. town) w Kanadzie, we wschodniej części Wyspy Księcia Edwarda.